# Natalia Morari
Natalia Morari (în rusă Наталья Григорьевна Морарь; n. 12 ianuarie 1984, Hîncești, RSS Moldovenească, URSS) este o jurnalistă din Republica Moldova, cunoscută pentru moderarea emisiunilor de analiză politică.

## Biografie
Natalia Morari s-a născut în Kotovsk, RSS Moldovenească, Uniunea Sovietică (azi Hîncești, Republica Moldova), la 12 ianuarie 1984, fiind fiica lui Grigore Morari și a Raisei Guțu. A absolvit Liceul Teoretic „Gaudeamus” din Chișinău, ulterior continuându-și studiile din 2002 până în 2007 la Universitatea de Stat „Mihail Lomonosov” din Moscova. A fost acceptată la buget și a avut două burse de studii. Încă din studenție și-a început activitatea de jurnalist în redacția publicației ruse Novoe Vremea.

### Expulzarea din Rusia
În timpul activității sale de ziaristă la publicația rusă Novoe Vremea, fiind cetățeană a Republicii Moldova, a fost expulzată din Rusia, posibil din cauza investigațiilor sale jurnalistice care au deranjat cercurile conducătoare de la Kremlin.
Morari a scris despre cazuri de spălare de bani care au implicat persoane cu funcții înalte din anturajul președintelui Vladimir Putin. Pe 10 decembrie 2007, Morari a publicat un articol intitulat „Banii negri ai Kremlinului”, în care descria folosirea ilegală a fondurilor bănești pentru a păstra toate partidele importante din Rusia dependente de autorități. Pe 16 decembrie, când Morari revenea în Rusia dintr-o deplasare de o săptămână în Israel, la punctul de control al documentelor de pe Aeroportul Domodedovo i s-a comunicat că i-a fost interzisă intrarea în Rusia. Acest fapt a provocat protestul Uniunii Ziariștilor din Rusia. Atunci Natalia a fost nevoită să zboare la Chișinău. Nefiind cetățeană a Federației Ruse, imediat după absolvirea Universității din Moscova, ea a depus cerere și documente pentru a i se acorda cetățenia Rusiei, pe care ar fi trebuit să o primească în aprilie 2008. 
Pe 17 ianuarie 2008, Nataliei Morari i s-a comunicat la Ambasada Rusiei în Republica Moldova că îi este interzisă intrarea pe teritoriul Rusiei „din motive de asigurare a securității statului” în conformitate cu punctul 1 articolul 27 al legii federale „cu privire la intrarea și ieșirea din Federația Rusă”. În februarie 2008, deși a fost anunțată că încheierea unui mariaj cu un cetățean rus nu ar schimba situația în acest caz, Natalia s-a căsătorit cu colegul său, de asemenea ziarist la Novoe Vremea, cetățeanul rus Ilia Barabanov (Илья Барабанов). Pe 27 februarie 2008 cei doi au plecat de la Chișinău la Moscova, însă Nataliei i s-a propus să se reîntoarcă la Chișinău. Natalia Morari a fost reținută pe Aeroportul Domodedovo din Moscova, nefiind lăsată să intre în țară. Cei doi soți au rămas în zona de control de frontieră, unde au și petrecut noaptea. Nu li s-a oferit acces la avocat și nu le-au permis vizite ale reprezentanților revistei. Și ziua de 29 februarie au petrecut-o tot în aeroport, fiind limitați în deplasare și contacte. Pe 1 martie ei s-au reîntors la Chișinău. Pe 5 iunie la Judecătoria din Moscova a fost examinată plângerea Nataliei referitoare la intrarea sa pe teritoriul Rusiei.
În martie 2008, Natalia Morari a depus o plângere la poliția moldovenească pentru că ar fi primit telefonic amenințări cu moartea. Pe 21 august 2008, Nataliei i-a fost refuzată acordarea cetățeniei Rusiei, cu motivul – „apeluri la deturnarea orânduirii constituționale a Federației Ruse prin forță și amenințare a securității naționale”. În august 2008, postul de radio Эхо Москвы (în română: Ecoul Moscovei) scria că Natalia a atacat la CEDO statul rus pentru că i s-a interzis intrarea.
Ulterior, interdicția de a intra pe teritoriul Federației Rusiei a fost scoasă în martie 2012, doar după ce Evghenia Albaț, redactorul-șef al Novoe Vremea, l-a rugat personal pe președintele Dmitrii Medvedev pentru acest lucru.

### Activism politic
În 2008-2009 a condus fondul «Think Moldova». Împreună cu alți tineri activiști a făcut parte dintre principalii organizatori ai protestelor din aprilie 2009 de la Chișinău, de după alegerile parlamentare. Motivul protestelor a fost nemulțumirea tinerilor față de rezultatul alegerilor parlamentare, în urma cărora PCRM (Partidul Comuniștilor din Republica Moldova) au obținut majoritatea. În rezultat, protestele din 7 aprilie au degenerat în dezordini în masă.
Pe 6 octombrie 2015, Natalia Morari a adresat o scrisoare deschisă către Vlad Plahotniuc, Vlad Filat și Mihai Ghimpu, în care spunea că, fiind aceștia la putere „țara a ajuns să fie guvernată cel mai prost din ultimii 24 de ani” și îi îndeamnă să plece din țară.
În 2016, Natalia Morari a adresat o a doua scrisoare deschisă, însă doar pe numele lui Vlad Plahotniuc, prin care îl acuza de faptul că este principalul pericol pentru oameni. „Nu veți mai deveni niciodată cel care ați dorit să deveniți tot timpul – conducător legitim al Moldovei. Din umbră – da. Pe ascuns – da. Legitim – niciodată”, scria atunci Natalia Morari.
În perioada 2018-2019, Morari a fost ambasadorul campaniei „Stop Fals!”, organizată de API (Asociația Presei Independente), campanie împotriva dezinformării și manipulării în mass-media. În cadrul acestei campanii, ea a vorbit cetățenilor despre dezinformare, dar și despre tehnicile de manipulare a politicienilor în 30 de orașe ale țării.
Natalia Morari a candidat la președinția Republicii Moldova în 2024, cu un discurs despre transparență, justiție și valori democratice.

### Activitate în jurnalism
După expulzarea sa din Rusia, Morari s-a alăturat echipei televiziunii Publica TV. 
Din 2010 până în 2013, a fost moderatoarea emisiunii „Fabrika”, emisiune de analiză politică la Publika TV.
Din 2013, ea a lansat emisiunea sa de autor „Politica” la postul de televiziune TV7, aceasta bucurându-se de o audiență impresionantă.
Din martie 2015 a moderat emisiunea „INTERPOL” - format de interviuri politice.
Tot la postul de televiziune TV7, Natalia Morari a fost autoarea și moderatoarea emisiunii „Candidat”. Emisiunea era o simulare a alegerilor locale și a celor prezidențiale din perioada anilor 2016-2019.
În iunie 2017, Morari a lansat postul de televiziune TV8, televiziune formată pe baza fostului post TV7 și a Asociației Obștești Media Alternativă, unde Natalia este fondatoarea și președintele Consiliului de Administrare. Acest proiect a fost unul fără precedent pentru Republica Moldova. Natalia a creat conceptul unei televiziuni libere, finanțate cu ajutorul donatorilor externi.
La TV8, a moderat și emisiunea sa de autor „Politica Nataliei Morari”, aceasta fiind difuzată până în septembrie 2021.

### Premii și nominalizări
În 2014, Natalia Morari a fost desemnată Jurnalistul TV al anului, la Gala Premiilor „Jurnaliștii anului – 2014”, ediția a XX-a, organizată de Centrul pentru Jurnalism Independent. 
În 2018 a luat Premiul Internațional „Pavel Șeremet”, pentru efortul depus în procesul de dezvoltare a postului TV8. Premiul a fost decernat în cadrul Forumului Societății Civile din Parteneriatul Estic, care a avut loc în Tbilisi, Georgia.
În iulie 2020, Natalia Morari a câștigat premiul „Stories of Injustice”. Premiul a fost oferit de către organizația „People in Need” de la Praga, pentru promovarea valorilor democratice.
În perioada în care Morari a moderat emisiunile „Politica” și „Interpol” la postul de televiziune TV7, aceasta a fost premiată la categoria „Interviu”, în cadrul Galei Anuale a Clubului de Presă din Chișinău, ediția a XXI-a, organizată de Centrul pentru Jurnalism Independent și Comitetul pentru Libertatea Presei la 17 decembrie 2015.

## Viață personală
Natalia Morari s-a căsătorit în 2008 cu colegul său de atunci de la Novoe Vremea, jurnalistul rus Ilia Barabanov. Ulterior, aceștia au divorțat în 2019.
A avut o relație cu politicianul și antreprenorul Chiril Lucinschi, fondatorul canalului TV7 (actualmente TV8), unde activa Morari.
În aprilie 2021, Natalia Morari a născut un fiu, Rem, inițial declarând că tatăl acestuia este un donator de spermă, mai târziu precizând că cunoaște cine este acesta. În luna septembrie a aceluiași an, Morari a dezvăluit că tatăl lui Rem este omul de afaceri Veaceslav Platon.

## Controverse
De-a lungul timpului, activitatea publică și viața personală a Nataliei Morari au fost în centrul mai multor controverse mediatizate, generate de presupuse legături cu cercuri de influență rusești, implicarea în propagarea unor narațiuni considerate anti-românești, precum și de relația sa personală cu oligarhul controversat Veaceslav Platon. Diverse publicații și personalități politice au acuzat-o că ar fi agentă de influență a Rusiei, promovând în spațiul public narative anti-românești și pro-ruse. Ea a fost criticată pentru susținerea unor figuri controversate, precum procurorul Alexandr Stoianoglo, și a fost acuzată că promovează punctaje propagandistice ale serviciilor secrete rusești, inclusiv în cadrul unor interviuri considerate manipulatoare.
Un alt scandal major a izbucnit în septembrie 2021, când Natalia Morari a recunoscut public că are un copil cu oligarhul fugar Veaceslav Platon, un personaj controversat, considerat de presa din Republica Moldova ca fiind implicat în „furtul miliardului” și suspectat de legături strânse cu rețele de influență ale Kremlinului.
De asemenea, au existat acuzații că Natalia Morari ar fi fost implicată în acțiuni de manipulare informațională pe teritoriul României, promovând în mediul public discursuri și interviuri menite să submineze identitatea națională românească și să susțină teze istorice favorabile Federației Ruse.
Aceste controverse au afectat grav imaginea publică a Nataliei Morari și i-au adus numeroase critici privind integritatea sa jurnalistică și posibilele sale conexiuni cu interese politice străine.